# Troja u Gabeli
Troja u Gabeli, teorija koju je iznio meksički autor Roberto Salinas Price, prema kojoj se je Troja nalazila na prostoru današnjeg hercegovačkog mjesta Gabele.
Znanstvena zajednica teoriju mu nikad nije prihvatila, ali je teorija definitivno pobudila zanimanje šire javnosti. Iznio ju je u knjizi Homerova slijepa publika 1985. godine. U njoj navodi da se ovo područje sa svojim zemljopisnim značajkama uklapa u drevnu priču o Troji. U toj knjizi navedeno je da je mitska Troja obuhvaćala područje od rijeke Cetine na istoku do Dubrovnika na jugozapadu i na sjeveru do Ivan planine, dakle cijela Hercegovina i dio Dalmacije. Također, tadašnja Troja obuhvaća i otoke Brač, Hvar, Korčulu, Mljet, Lokrum i druge, kao i poluotok Pelješac. Pristaše ove teorije smatraju da je upravo otok Brač drevni Lezbos. Čak je tada iznesena jedna možda za današnje prilike "iščašena" argumentacija da je na ovom jadranskom otoku i danas omjer pet žena na jednog muškarca. Na početku knjige, kada neprijatelj dolazi s Helisponta s jedne strane, Trojanci idu preko zemlje Arimoja, a Arimojci dolaze s druge strane, odnosno iz Čapljine. U ovom slučaju, Arimojci su u stvari Dalmati. Svoju teoriju dodatno je pojasnio u knjizi Homerov zemljopisni atlas iz 1992. godine. U njoj navodi da je Troja obuhvaćala Hercegovinu i dio Dalmacije te da je glavni grad zapravo Daorson, (gradina kod Stoca), a kao njezin sveti grad Ilios navodi Gabelu. 

## Vanjske poveznice
- Megaliti Hercegovine: U Gabeli otkriveni mogući ostaci mitske Troje?  Ljubuski.net
- klix.ba: Hercegovačka Troja još uvijek intrigira Ljubuski.net